# Marmara opuntiella
Marmara opuntiella är en fjärilsart som beskrevs av August Busck 1907. Marmara opuntiella ingår i släktet Marmara och familjen styltmalar. Inga underarter finns listade i Catalogue of Life.